# 상부르군트

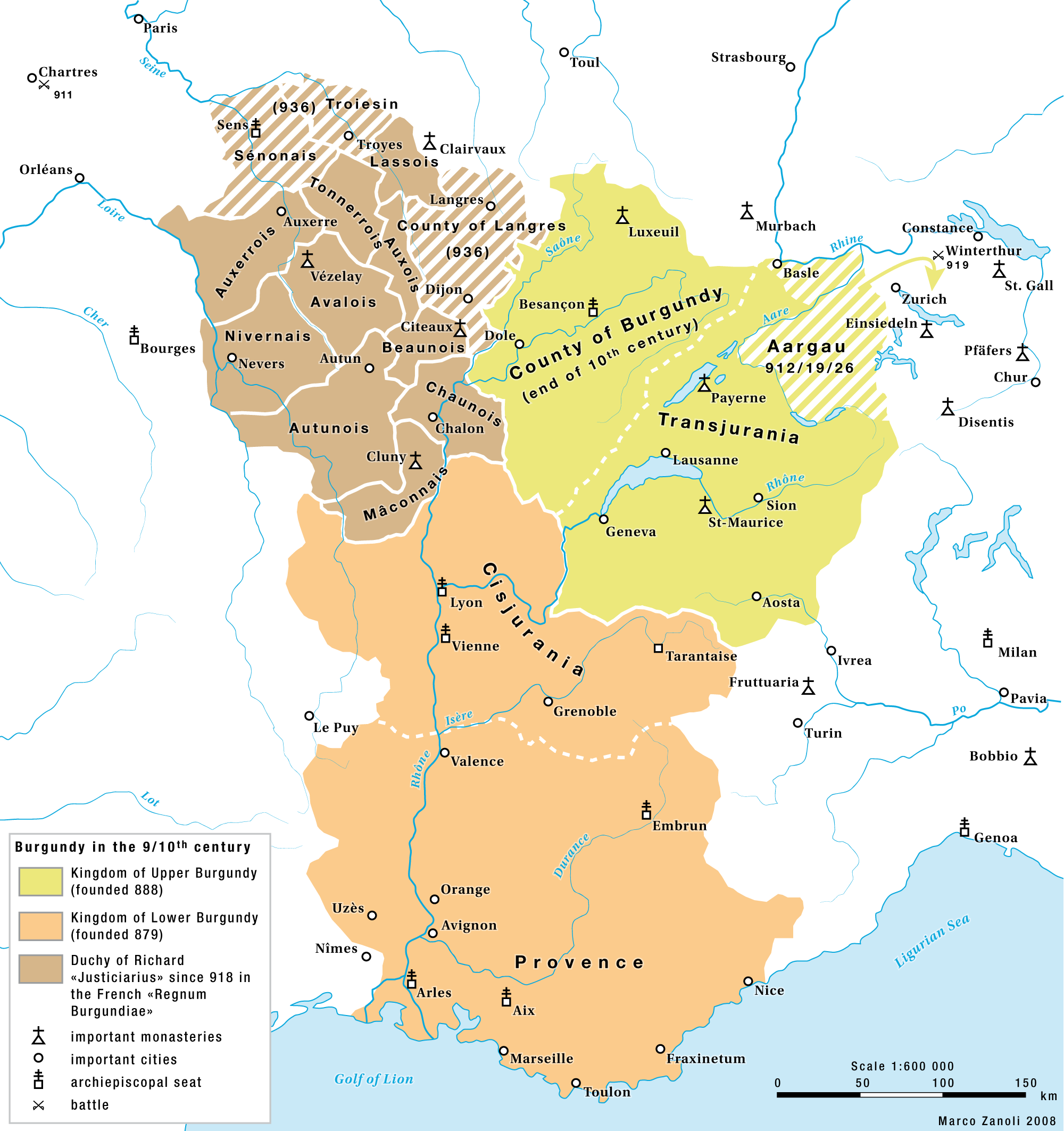

상부르군트 또는 상부르고뉴는 888년에 벨프가의 부르군트의 루돌프 1세가 세운 프랑크 왕국의 영지로, 이전의 중프랑크 왕국의 영토에 위치하였다. 이 왕국은 쥐라 산맥(Jura)의 남동쪽에 위치하였다 하여 이름붙은 트란스유라니아(Transjurania)라는 카롤링거 제국의 변경백령으로서 생겨났으며, 같은 시기 북서쪽으로 인접한 부르군트 백국(프랑슈콩테)도 생겨났다. "상"(上)이라는 표현은 이 지역이 론강의 상류라는 뜻으로 하부르군트와 대비시키기 위해 붙은 이름이며, 동시에 손강 서쪽의 부르군트 공국과도 구분된다. 상부르군트 왕국은 933년에 하부르군트 왕국과 재통합하여 부르군트 왕국을 형성했으며 약 12세기부터는 아를 왕국(Arles/Arelat)이라는 이름으로도 알려진다.

## 같이 보기
- 하부르군트
- 부르고뉴
- 부르고뉴 왕국